# Łysonia
Łysonia – góra o wysokości 399 m n.p.m., znajdująca się 4 km na południowy wschód od Brzeżan na Ukrainie, pomiędzy jarem rzeki Złota Lipa i jej lewego dopływu Ceniwki.
Góra była we wrześniu 1916 miejscem walki wojsk austro-węgierskich (a w jej składzie Ukraińskich Strzelców Siczowych) i rosyjskich.